# Israels liberala parti

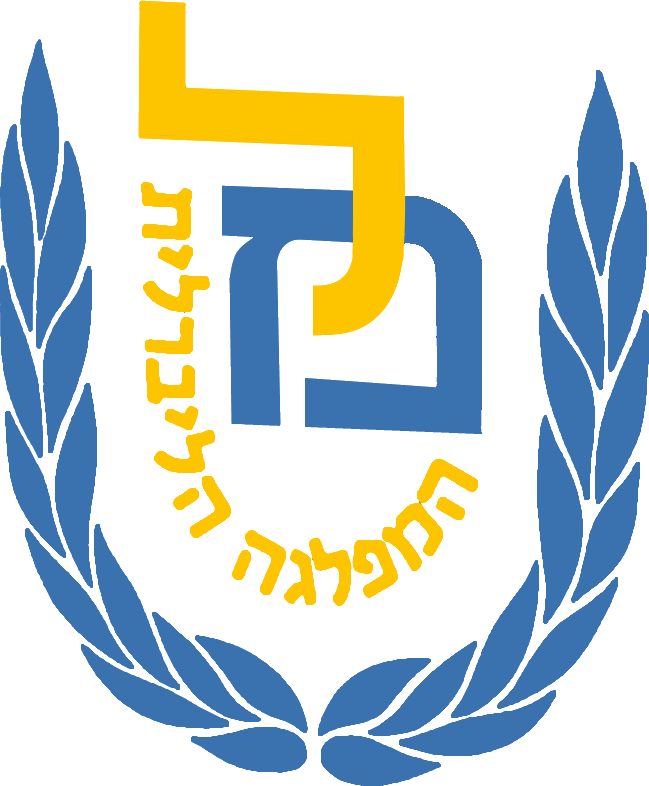

Israels liberala parti (Miflega Libralit Yisraelit) var ett israeliskt parti, bildat den 25 april 1961 genom samgående mellan Generalsionisterna och Progressiva partiet. 
Partiet gick 1965 samman med Herut och bildade koalitionen Gahal, som i sin tur bildade den bredare koalitionen Likud 1977. Israels liberala parti kvarstod dock som egen juridisk person fram till 1988 när partierna inom Likud gick samman i ett parti.